# Mäetaguse
Mäetaguse era un comune rurale dell'Estonia nord-orientale, nella contea di Ida-Virumaa. Il centro amministrativo del comune era l'omonimo borgo (in estone alevik).
Nel 2017 il comune si è fuso con Alajõe, Iisaku, Illuka  e Tudulinna nel nuovo comune di Alutaguse.

## Località
Oltre al capoluogo, il comune comprende 20 località (in estone küla):
Apandiku, Aruküla, Arvila, Atsalama, Ereda, Jõetaguse, Kalina, Kiikla, Liivakünka, Metsküla, Mäetaguse, Pagari, Rajaküla, Ratva, Tarakuse, Uhe, Võhma, Võide, Võrnu, Väike-Pungerja.